# USS Gar (SS-206)
USS Gar (SS-206) là một  tàu ngầm lớp Tambor được Hải quân Hoa Kỳ chế tạo ngay trước Chiến tranh Thế giới thứ hai. Nó là chiếc tàu chiến duy nhất của Hải quân Hoa Kỳ được đặt cái tên này, theo tên bộ Cá láng. Nó đã phục vụ trong suốt Thế Chiến II, thực hiện tổng cộng mười lăm chuyến tuần tra và đánh chìm tám tàu Nhật Bản với tổng tải trọng 20.392 tấn. Con tàu được rút khỏi hoạt động nơi tuyến đầu vào đầu năm 1945 để làm nhiệm vụ huấn luyện cho đến khi chiến tranh kết thúc. Nó xuất biên chế vào cuối năm 1945 và cuối cùng bị bán để tháo dỡ vào năm 1959. Gar được tặng thưởng mười một Ngôi sao Chiến trận do thành tích phục vụ trong Thế Chiến II.

## Thiết kế và chế tạo
Lớp Tambor có nhiều đặc tính được cải tiến so với tàu ngầm lớp Sargo dẫn trước. Hình dạng thân tàu được làm suôn thẳng hơn để đạt tốc độ nhanh hơn, và thùng lặn khẩn cấp được trang bị lại giúp con tàu lặn xuống nhanh hơn. Hệ thống động lực toàn diesel-điện được áp dụng, và giải quyết được sự cố chập mạch trước đây. Nó trang bị động cơ General Motors-Winton dẫn động máy phát điện, và động cơ điện kết nối với trục chân vịt qua hộp số giảm tốc.
Lần đầu tiên đối với tàu ngầm Hoa Kỳ, lớp Tambor có đến mười ống phóng ngư lôi gồm sáu trước mũi và bốn phía đuôi. Hiệu quả tác chiến được cải thiện nhờ bố trí lại người vận hành sonar và máy tính dữ liệu ngư lôi vào một tháp chỉ huy lớn hơn, cho phép trao đổi trực tiếp với hạm trưởng, cùng một kính tiềm vọng kiểu mới có đầu nhỏ hơn giúp khó bị phát hiện. Thoạt tiên được chỉ được trang bị pháo 3 in (76 mm)/50 caliber, boong tàu được gia cố sẵn đủ để lắp đặt pháo cỡ 5 in (130 mm)/51 caliber khi tình huống tác chiến đòi hỏi; nên trong đợt đại tu vào cuối năm 1943, Gar được nâng cấp lên cỡ pháo 5-inch.
Gar được đặt lườn tại xưởng tàu của hãng Electric Boat Company ở Groton, Connecticut vào ngày 27 tháng 12, 1939. Nó được hạ thủy vào ngày 7 tháng 11, 1940, được đỡ đầu bởi bà Leila P. Pettengill, phu nhận Chuẩn đô đốc George T. Pettengill, và được cho nhập biên chế cùng Hải quân Hoa Kỳ tại New London, Connecticut vào ngày 14 tháng 4, 1941 dưới quyền chỉ huy của Hạm trưởng, Đại úy Hải quân Donald McGregor.

## Lịch sử hoạt động

### 1941
Gar tiến hành chạy thử máy và huấn luyện dọc theo khu vực New England trải dài từ Portsmouth, New Hampshire cho đến New London, Connecticut. Trong năm 1941, nó cùng các tàu ngầm chị em Tambor (SS-198) và Trout (SS-202) tham gia thử nghiệm hiệu quả của mìn sâu ngoài khơi Portsmouth, New Hampshire, khi phục vụ như là mục tiêu và lặn đến độ sâu kính tiềm vọng trong khi các liều thuốc nổ TNT nặng 300 lb (140 kg) được cho kích nổ ở những khoảng cách khác nhau. Dữ liệu thu được từ những thử nghiệm này được áp dụng để thiết kế chống rung động cho những tàu ngầm tiếp theo.
Khởi hành từ New London vào ngày 24 tháng 11, Gar băng qua kênh đào Panama vào ngày 3 tháng 12, và đang trên đường hướng đến San Diego, California, khi Hải quân Đế Quốc Nhật Bản bất ngờ tấn công căn cứ Trân Châu Cảng vào ngày 7 tháng 12 khiến chiến tranh bùng nổ tại Mặt trận Thái Bình Dương. Con tàu được chuẩn bị tại Xưởng hải quân Mare Island, Vallejo, California, rồi khởi hành từ San Francisco, vào ngày 15 tháng 1, 1942 để hướng sang khu vực quần đảo Hawaii.

### 1942

#### Chuyến tuần tra thứ nhất
Khởi hành từ Trân Châu Cảng vào ngày 2 tháng 2, 1942 cho chuyến tuần tra đầu tiên trong chiến tranh, Gar hoạt động tại khu vực chung quanh Nagoya và tiến qua eo biển Kii để xâm nhập vùng biển nội địa Seto. Vào ngày 13 tháng 3, ở vị trí 10 nmi (19 km) về phía Tây Nam Mikura Jima ở phía Nam vịnh Tokyo, nó phóng một loạt bốn quả ngư lôi tấn công một mục tiêu, và hai quả trúng đích đã khiến tàu chở hàng Chichibu Maru (1.520 tấn) bốc cháy lúc 06 giờ 20 phút, rồi đắm vào ngày hôm sau tại tọa độ 33°50′B 139°32′Đ / 33,833°B 139,533°Đ, bốn thủy thủ cùng 22 hành khách đã thiệt mạng cùng con tàu. Nó kết thúc chuyến tuần tra khi quay về Trân Châu Cảng vào ngày 28 tháng 3.

#### Chuyến tuần tra thứ hai
Trong chuyến tuần tra thứ hai từ ngày 19 tháng 4 đến ngày 8 tháng 6, Gar tấn công một tàu buôn ngoài khơi đảo Kwajalein thuộc quần đảo Marshall, tự nhận đã đánh chìm mục tiêu, nhưng thành tích này không được công nhận sau chiến tranh. Tại vị trí về phía Tây đảo Truk, nó lại tấn công một mục tiêu được cho là một tàu Q-ship, nhưng vẫn không thể xác nhận kết quả. Nó kết thúc chuyến tuần tra và quay về căn cứ mới tại Fremantle, Australia.

#### Chuyến tuần tra thứ ba
Trong chuyến tuần tra thứ ba từ ngày 3 tháng 7 đến ngày 21 tháng 8, Gar hoạt động tại khu vực biển Đông và vịnh Thái Lan. Nó chỉ bắt gặp duy nhất một tàu bệnh viện.

#### Chuyến tuần tra thứ tư
Trong chuyến tuần tra thứ tư từ ngày 17 tháng 9 đến ngày 7 tháng 11, Gar di chuyển đến vùng biển phía cực Bắc vịnh Thái Lan, nơi nó rải 32 quả thủy lôi vào ngày 19 tháng 10 để phong tỏa cảng Bangkok, một tuyến hàng hải quan trọng của đối phương.

#### Chuyến tuần tra thứ năm
Khởi hành từ Fremantle vào ngày 28 tháng 11 cho chuyến tuần tra thứ năm kéo dài cho đến ngày 19 tháng 1, 1943, Gar băng qua khu vực Borneo để hoạt động tại các lối tiếp cận Manila thuộc quần đảo Philippine. Vào ngày 8 tháng 12, nó phá hủy tàu chở hàng Heinan Maru (661 tấn) bằng hải pháo tại eo biển Makassar, tại tọa độ 00°52′B 118°54′Đ / 0,867°B 118,9°Đ. Nó cũng đánh trúng một tàu tiếp liệu thủy phi cơ nhưng không rõ thiệt hại của đối phương.

### 1943

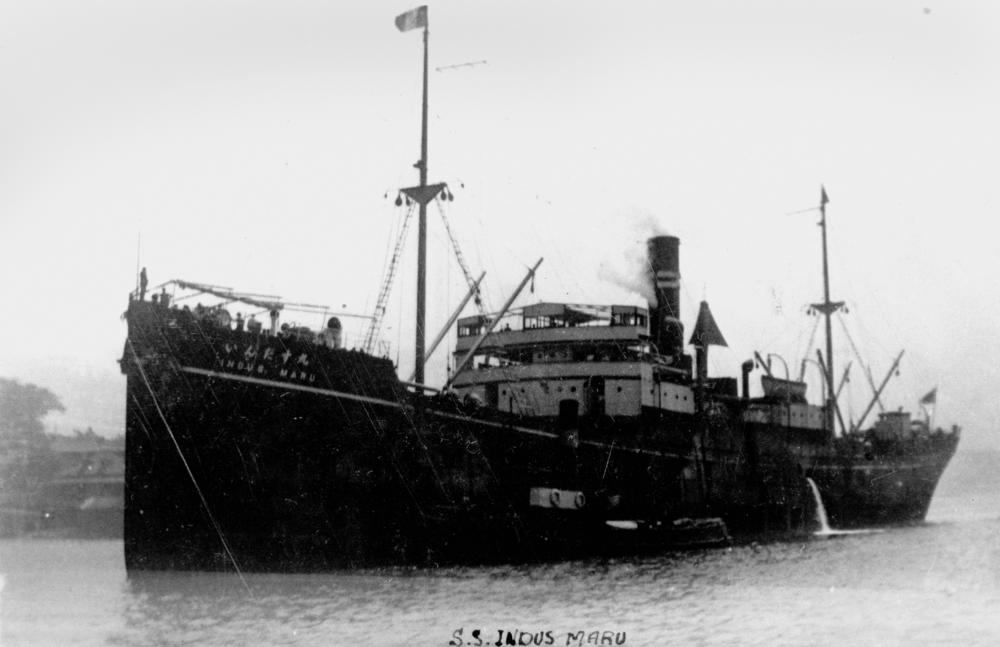
Gar đánh chìm Indus Maru vào ngày 15 tháng 5, 1943.

#### Chuyến tuần tra thứ sáu
Trong chuyến tuần tra thứ sáu từ ngày 9 tháng 2 đến ngày 2 tháng 4, xuất phát và kết thúc tại Fremantle và tiếp tục hoạt động tại khu vực quần đảo Philippine, Gar bắt gặp nhiều mục tiêu, nhưng không thể tiếp cận để tấn công do máy bay tuần tra và tàu ngầm đối phương hoạt động dày đặc.

#### Chuyến tuần tra thứ bảy
Trong chuyến tuần tra thứ bảy từ ngày 23 tháng 4 đến ngày 27 tháng 5, Gar lại hoạt động tại khu vực Đông Ấn thuộc Hà Lan. Từ ngày 6 đến ngày 8 tháng 5, nó lần lượt đánh chìm năm tàu nhỏ bằng hải pháo ngoài khơi Borneo, Mindanao và vùng biển Celebes. Vào ngày 9 tháng 5, nó lần lượt phóng bốn quả ngư lôi đánh chìm pháo hạm cải biến Aso Maru lúc 12 giờ 08 phút ở vị trí cách 9 nmi (17 km) về phía Tây Bắc mũi Siaton, đảo Negros, tại tọa độ 09°09′B 122°50′Đ / 9,15°B 122,833°Đ. Đến ngày 15 tháng 5, chiếc tàu ngầm lại tấn công một đoàn tàu vận tải về phía Tây Mindoro, đánh chìm tàu vận tải Lục quân Meikai Maru (3.197 tấn) tại tọa độ 13°10′B 121°50′Đ / 13,167°B 121,833°Đ và tàu chở hàng Indus Maru (4.361 tấn) tại tọa độ 13°07′B 121°49′Đ / 13,117°B 121,817°Đ; 1.648 người sống sót từ cả hai con tàu đã được cứu vớt.

#### Chuyến tuần tra thứ tám
Gar dành chuyến tuần tra thứ tám từ ngày 18 tháng 6 đến ngày 23 tháng 7 để hoạt động tại khu vực biển Flores. Nó cho đổ bộ lính biệt kích Commando lên bờ biển phía Tây đảo Timor, Đông Ấn thuộc Hà Lan vào ngày 1 tháng 7, và sau đó phóng ngư lôi tấn công một tàu khoảng 500 tấn khiến mục tiêu bị mắc cạn. Tuy nhiên thành tích này không được ghi nhận, có thể do mục tiêu nhỏ không đáng kể.

#### Chuyến tuần tra thứ chín
Khởi hành từ Fremantle vào ngày 8 tháng 8 cho chuyến tuần tra thứ chín, Gar hoạt động ngoài khơi Timor. Trong eo biển Makassar vào ngày 20 tháng 8, nó phóng ngư lôi đánh chìm tàu vận tải Seizan Maru (995 tấn) lúc khoảng 17 giờ ở vị trí 5 nmi (9,3 km) về phía Đông Nam mũi Tulloch ở bờ biển Borneo, tại tọa độ 01°00′B 119°00′Đ / 1°B 119°Đ; 12 thủy thủ đã thiệt mạng cùng con tàu. Gar kết thúc chuyến tuần tra khi về đến căn cứ Trân Châu Cảng vào ngày 13 tháng 9. Nó tiếp tục quay về vùng bờ Tây để được đại tu tại Xưởng hải quân Mare Island ở Vallejo, California.

### 1944

#### Chuyến tuần tra thứ mười
Sau khi hoàn tất công việc trong xưởng tàu, Gar quay trở lại Trân Châu Cảng vào ngày 30 tháng 11 dưới quyền chỉ huy của hạm trưởng mới, Thiếu tá Hải quân George W. Lautrup, Jr. Nó lên đường vào ngày 16 tháng 12 cho chuyến tuần tra thứ mười tại khu vực Palau. Tại đây vào ngày 20 tháng 1, 1944 nó phóng ba quả ngư lôi tấn công một mục tiêu lúc 08 giờ 33 phút, và hai quả trúng đích đã đánh chìm tàu vận tải Lục quân Koyu Maru (5.325 tấn) chỉ trong vòng hai phút, tại tọa độ 6°40′B 134°17′Đ / 6,667°B 134,283°Đ; bốn pháo thủ cùng 35 thủy thủ đã tử trận cùng con tàu. Gar cũng tiếp tục gây hư hại cho thêm hai tàu khác hai ngày sau đó. Nó tấn công một đoàn tàu vận tải vào ngày 23 tháng 1, đánh chìm tàu chở hàng Taian Maru (3.670 tấn) ở vị trí khoảng 75 nmi (139 km) về phía Nam Palau, tại tọa độ 05°45′B 134°45′Đ / 5,75°B 134,75°Đ. Chiếc tàu ngầm quay trở về Trân Châu Cảng vào ngày 9 tháng 2.

#### Chuyến tuần tra thứ mười một
Trong chuyến tuần tra thứ mười một diễn ra từ ngày 3 tháng 3 đến ngày 21 tháng 4, Gar làm nhiệm vụ tìm kiếm và giải cứu tại khu vực quần đảo Palau. Nó giải cứu được tám phi công, trong đó một người được cứu vớt ở vị trí chỉ cách bờ biển 2 mi (3,2 km) và trong tầm hỏa lực của đối phương.

#### Chuyến tuần tra thứ mười hai
Gar thực hiện chuyến tuần tra tiếp theo tại khu vực quần đảo Bonin từ ngày 20 tháng 5 đến ngày 5 tháng 7. Tại đây nó tấn công một đoàn các tàu vận tải nhỏ Nhật Bản bằng hải pháo và bắn cháy một tàu buôn nhỏ.

#### Chuyến tuần tra thứ mười ba
Dưới quyền chỉ huy của hạm trưởng mới, Thiếu tá Hải quân Maurice Ferrara, Gar xuất phát từ Trân Châu Cảng vào ngày 14 tháng 8 cho chuyến tuần tra thứ mười ba. Chiếc tàu ngầm chủ yếu làm nhiệm vụ tìm kiếm và giải cứu ngoài khơi đảo Yap, hỗ trợ cho chiến dịch chiếm đóng Palau. Nó cũng tiến hành trinh sát eo biển Surigao tại Philippines, rồi bắn phá các vị trí đối phương tại Yap từ ngày 6 đến ngày 8 tháng 9, rồi kết thúc chuyến tuần tra tại Brisbane, Australia.

#### Chuyến tuần tra thứ mười bốn
Trong chuyến tuần tra thứ mười bốn diễn ra từ ngày 3 tháng 11 đến ngày 30 tháng 11, Gar thực hiện một nhiệm vụ đặc biệt khi cho đổ bộ 16 người cùng 25 tấn tiếp liệu lên San Esteban, Ilocos Sur, Luzon, Philippines, và thu nhận tài liệu tình báo vào ngày 23 tháng 11. Chỉ bốn ngày sau đó, 27 tháng 11, trong biển Celebes khoảng 20 nmi (37 km) về phía Đông Nam eo biển Sibutu một thủy phi cơ PBY Catalina Đồng Minh nhầm lẫn nó là một tàu ngầm Nhật Bản, nên đã tấn công tại tọa độ 04°33′B 119°50′Đ / 4,55°B 119,833°Đ. Gar buộc phải lặn khẩn cấp đến độ sâu 150 ft (46 m) để né tránh ba quả bom được ném xuống, không có quả nào gần tàu.  Nó kết thúc chuyến tuần tra trong vũng biển đảo Mios Woendi thuộc quần đảo Schouten.

#### Chuyến tuần tra thứ mười lăm
Gar lại tiến hành một nhiệm vụ đặc biệt khác trong chuyến tuần tra thứ mười lăm, cũng là chuyến cuối cùng từ ngày 4 đến ngày 27 tháng 12. Nó cho đổ bộ 35 tấn tiếp liệu lên bờ biển phía Tây đảo Luzon gần Darigayos vào ngày 11 tháng 12, và chuyển trở về Trân Châu Cảng những thông tin tình báo bao gồm bản đồ mô tả các nơi bố trí pháo và công sự phòng ngự dọc bờ biển, điểm tập trung quân, kho nhiên liệu và đạn dược đối phương tại Luzon.

### 1945
Sau khi được đại tu tại Xưởng hải quân Trân Châu Cảng, Gar hoạt động trở lại từ ngày 2 tháng 4, 1945, nhưng chỉ phục vụ như một tàu mục tiêu cho việc huấn luyện chống ngầm tại Saipan và Guam thuộc quần đảo Mariana cho đến khi Thế Chiến II kết thúc. Nó khởi hành từ Apra Harbor, Guam vào ngày 7 tháng 8, đi ngang qua Hawaii, San Francisco, California và kênh đào Panama trong hành trình đi sang vùng bờ Đông, đi đến Xưởng hải quân Portsmouth tại Kittery, Maine vào ngày 20 tháng 10. Gar được cho xuất biên chế tại đây vào ngày 11 tháng 12, 1945.
Gar nằm trong thành phần dự bị cho đến tháng 9, 1948, khi nó được đại tu tại Xưởng hải quân Portsmouth cho đến tháng 10 trước khi được điều sang phục vụ cùng Hải quân Dự bị Hoa Kỳ như một tàu huấn luyện thuộc Quân khu Hải quân 4, đặt căn cứ tại Cleveland, Ohio. Chiếc tàu ngầm đã băng qua sông Mississippi và kênh đào Chicago trước khi đi đến căn cứ Cleveland vào ngày 28 tháng 11, nơi nó phuc vụ cho việc huấn luyện nhân sự hải quân dự bị cho đến năm 1959. Nó được rút tên khỏi danh sách Đăng bạ Hải quân vào ngày 29 tháng 5, 1959, rồi được bán cho hãng Acme Scrap Iron and Metal Co. để tháo dỡ vào ngày 18 tháng 11, 1959.

## Phần thưởng
Gar được tặng thưởng mười một Ngôi sao Chiến trận do thành tích phục vụ trong Thế Chiến II. Nó được ghi công đã đánh chìm tám tàu Nhật Bản với tổng tải trọng 20.392 tấn.
|  |                                         |  |
|  | Silver star · Silver star · Bronze star |  |

| Dãi băng Hoạt động Tác chiến  |                                                                          |                                      |
| Huân chương Chiến dịch Hoa Kỳ | Huân chương Chiến dịch Châu Á-Thái Bình Dương với 11 Ngôi sao Chiến trận | Huân chương Chiến thắng Thế Chiến II |